# أسامة أبو زيد
أسامة أبو زيد واسمهُ الحقيقي أسامة معترماوي هو إعلامي وحقوقي ومستشار قانوني سوري من مواليد عام 1986 في مدينة داريا بريف العاصمة السورية دمشق. درسَ أسامة الحقوق في جامعة دمشق ثمّ برزَ حينما شاركَ في الحراك الثوري السلمي في بداياته حيثُ اعتقلته أفرع الأمن السوري ثلاث مرات قبل أن يُطلق سراحه فيما بعد.

## النشاط السياسي
شاركَ أسامة في مرحلة الانتفاضة المدنيّة ضدّ النظام السوري في عددٍ من المدن والبلدات ما أدى إلى اعتقالهِ في ثلاث مناسبات على يدِ قوى الأمن؛ كان أولها في 25 حزيران/يونيو 2011 وذلكَ بعد قيادته للحِراك السلمي في مسقطِ رأسه داريا. بعدَ أن خرج أسامة من المعتقل؛ عاد للمشاركة من جديد في الثورة ثمّ زادَ نشاطهُ حينما أصبحَ المتحدث باسم المجلس المحلي لمدينة داريا عن الشؤون القانونية. كان أبو زيد من الناجين من مجزرة داريا التي ارتكبتها القوات الحكوميّة لدى اقتحامها المدينة في ثاني أيام عيد الفطر شهر أغسطس/آب عام 2012 والتي راح ضحيتها أكثر من 500 مدني. معَ تطوّر الأوضاع في سوريا؛ ودخول البلاد في «مستنقع الحرب الأهليّة» صارَ أبو زيد كثير التنقل بين تركيا والداخل السوري ابتداءً من منتصف عام 2013 حيثُ عمل من مدينة إسطنبول – ومن مدن أخرى – على دعمِ الثورة السوريّة على عدّة مستويات.
بعد عددٍ من التدريبات المُتخصّصة في القانون الدولي الإنساني مع مجموعةٍ من المنظمات؛ أصبحَ أسامة مدربًا في «أكاديمة آفاق للتغيير» كما أطلقَ عددًا من الحملات الإعلاميّة وعلى رأسها «مقاتل لا قاتل» التي خصّ بها المُقاتلين في صفوفِ الفصائل الثوريّة من أجلِ توعيتهم بضرورة احترام القانون الدولي. عُيّن أسامة أبو زيد في وقتٍ لاحقٍ في منصب المستشار القانوني للجيش السوري الحر فوكّلته الفصائل المُعارِضة ناطقًا باسمها في مدينة أنقرة. بحلول 29 كانون الأول/ديسمبر 2016؛ برزَ أبو زيد في مؤتمرٍ صحفي حينما أعلنَ الموافقة على وقف إطلاق النار باسم فصائل المعارضة بعد توقيع اتفاقيةٍ مع الجانب الروسي. انتقلَ أبو زيد في وقتٍ ما للعمل الصحفي حيثُ أصبحَ مدير العلاقات في تلفزيون سوريا وفي التاسع من تمّوز/يوليو من عام 2019 تعرّض أسامة أبو زيد لحادثة اعتداء داخل القنصلية السورية في اسطنبول من قِبل موظفي القنصلية الذين وجهوا لهُ كلمات نابية بسبب ارتدائه سوارًا مطاطيًا مرسومًا عليهِ علم الثورة السورية ثمّ قاموا بدفعه خارج المبنى قبل أن يتهجم عليه ثلاثة موظفين آخرين ما اضطرّه لتقديمِ شكوى للشرطة التركية.